# Opius lukasi
Opius lukasi är en stekelart som beskrevs av Fischer 1984. Opius lukasi ingår i släktet Opius och familjen bracksteklar. Inga underarter finns listade i Catalogue of Life.